# Siddharta
Siddharta — словенський рок-гурт, заснований 1995 року. Назву гурту взято із популярного роману Германа Гессе «Сіддгартха».

## Учасники
Теперішні
- Томі Меглич (Tomi Meglič) — гітара, спів
- Примож Бенко (Primož Benko) — гітара
- Яні Хаце (Jani Hace) — бас-гітара
- Томаж О. Роус (Tomaž O. Rous) — клавішні, програмування
- Боштян Меглич (Boštjan Meglič) — ударні, перкусія

Колишні учасники
- Примож Маєрич (Primož Majerič) — бас-гітара
- Цене Ресник (Cene Resnik) — саксофон, еві, клавішні

## Дискографія
Альбоми
- ID (1999)
- Nord (2001)
- Rh- (2003)
- Petrolea (2006)
- Saga (2009)
- VI (2011)
- Stadion Stožice (2012)
- Songs (2012)
- Siddharta in Simfonični orkester RTV Slovenija (2013)
- Infra (2015)
- Ultra (2015)
- Nomadi (2018)

Міні-альбоми
- Lunanai (2000)
- My Dice (2005)
- Rave (2005)
- Male Roke (2007)
- Vojna idej (2008)
- Napalm 3 (2009)
- Baroko (2009)
- Angel Diabolo (2009)

Інші видання
- Silikon Delta (ремікси, 2002)
- Rh- Bloodbag (лімітоване видання, 2003)
- Rh- (спеціальне видання CD + DVD, 2005)
- Rh- (англійське видання, 2005)
- Marathon (наживо, 2007)
- Izštekani (2007)